# NEW AKINA エトランゼ
『NEW AKINA エトランゼ』（ニュー・アキナ エトランゼ）は、日本の歌手中森明菜の4作目のスタジオ・アルバム。このアルバムは1983年8月10日にワーナー・パイオニア（現：ワーナーミュージック・ジャパン）よりリリースされた (LP: L-12580, CT: LKF-8080)。

## 背景
『NEW AKINA エトランゼ』は、1983年発表の2枚目となる通算4作目のスタジオ・アルバムで、前スタジオ・アルバム『ファンタジー〈幻想曲〉』からおよそ5か月ぶりの1983年8月10日に、LP (L-12580)とCT (LKF-8080)の2形態で同時発売された。
同年9月28日にはCD (35XL-15)でも発売された。さらに同年11月30日には、スーパーディスクLP (SDM-15010)でも発売された。このアルバムの帯コピーは、「ヨーロッパ・レコーディング、撮影、そして新しい作家との出逢い。明菜2年目の歴史がここから始まる。」であった。新たな作家陣には、阿木燿子、財津和夫、谷村新司、細野晴臣、横浜銀蝿を迎えた。
本作はシングル楽曲が未収録となっている。
このアルバムのディレクターは、過去3枚のスタジオ・アルバムに引き続いて島田雄三が担当した。ヨーロッパでレコーディングされたこのアルバムについて、「アーティスト的志向が出てきた」と解説されている。
本作を引っ提げての全国コンサート・ツアーRAINBOW SHOWERが開催され、本作発売前の1983年7月23日より行われた。
本作リリース後の1983年10月12日には、ヨーロッパで収録された本作のミュージック・ビデオ『NEW AKINA エトランゼ 中森明菜 in ヨーロッパ』がリリースされた。後に、本作収録の3曲目である「少しだけスキャンダル」が、1984年9月7日から10月26日にかけて放送された日本テレビ系連続テレビドラマ『瑠璃色ゼネレーション』の主題歌に使用された。

## 批評
週刊シネママガジンの澤田英繁は本作について、「新生明菜異邦人」と表現し、中森の名前がタイトルに付されただけのことはある「自信に満ちた堂々たる作品」とコメントしている。またCDジャーナルは、「エポックメイクな一枚」とコメントした。

## 評価
『NEW AKINA エトランゼ』は、オリコン週間LPチャートの1983年8月22日付で初登場し、最高順位1位を記録した。以降、翌週の1983年8月29日付まで2週連続となる1位を獲得した。同チャートの100位以内においては、計16週に渡ってランクインしている。またカセット盤もオリコンの週間カセットチャートで最高順位1位を記録し、同チャートの100位以内には計19週に渡りランクインした。1983年度の年間アルバムチャートでは、10位を記録した。更にこのアルバムは、1983年に行われた第25回日本レコード大賞にて、'83アルバム・ベスト10を受賞した。

## 収録曲

### LP / CT
| #  | タイトル                       | 作詞       | 作曲       | 編曲               | 時間 |
| -- | ------------------------------ | ---------- | ---------- | ------------------ | ---- |
| 1. | 「さよならね」                 | 来生えつこ | 来生たかお | 萩田光雄           | 4:26 |
| 2. | 「ヴィーナス誕生」             | 阿木燿子   | 財津和夫   | 萩田光雄           | 4:49 |
| 3. | 「少しだけスキャンダル」       | 翔         | 翔         | 横浜銀蝿・萩田光雄 | 3:40 |
| 4. | 「感傷紀行」                   | 谷村新司   | 谷村新司   | 萩田光雄           | 4:11 |
| 5. | 「ルネサンス―優しさで変えて―」 | 売野雅勇   | 細野晴臣   | 萩田光雄           | 3:27 |

| #         | タイトル                             | 作詞       | 作曲       | 編曲               | 時間  |
| --------- | ------------------------------------ | ---------- | ---------- | ------------------ | ----- |
| 6.        | 「モナムール（グラスに半分の黄昏）」 | 売野雅勇   | 細野晴臣   | 細野晴臣           | 4:11  |
| 7.        | 「ストライプ」                       | 来生えつこ | 来生たかお | 萩田光雄           | 4:37  |
| 8.        | 「わくらば色の風」                   | TAKU       | TAKU       | 横浜銀蝿・萩田光雄 | 4:47  |
| 9.        | 「時にはアンニュイ」                 | 阿木燿子   | 財津和夫   | 萩田光雄           | 3:07  |
| 10.       | 「覚悟の秋」                         | 谷村新司   | 谷村新司   | 萩田光雄           | 3:51  |
| 合計時間: | 合計時間:                            | 合計時間:  | 合計時間:  | 合計時間:          | 41:06 |

## クレジット
『NEW AKINA エトランゼ』のライナー・ノーツより
参加ミュージシャン
| - 渡嘉敷祐一：ドラムス (M-1) - 岡沢章：ベース (M-1) - 今剛：エレクトリック・ギター (M-1) - 吉野藤丸：エレクトリック・ギター (M-1) - 吉川忠英：アコースティック・ギター (M-1) - 山田秀俊：キーボード (M-1-4、7-10) - 石井宏太郎：パーカッション (M-1) - 多アンサンブル：ストリングス (M-1-2、4-5、7-8、10) - 島村英二：ドラムス (M-2、7) - 長岡道夫：ベース (M-2、7) - 矢島賢：エレクトリック・ギター (M-2-5、7-10) - 鳴島英治：パーカッション (M-2、4-5、7、9-10) - 山川恵子：ハープ (M-2) - コーポレイション・スリー：バックヴォーカル (M-2) | - バズ：バックヴォーカル (M-2) - 横浜銀蝿：ドラムス、ベース、ギター、ピアノ (M-3、8) - 牧田バンド：ドラムス、ベース、ギター、ピアノ (M-3、8) - 菅原裕紀：パーカッション (M-3) - 数原晋：トランペット (M-3、9) - 吉田憲治：トランペット (M-3) - 新井英治：トロンボーン (M-3、9) - 岡田澄雄：トロンボーン (M-3) - 岡本郭男：ドラムス (M-4、10) - 渡辺直樹：ベース (M-4、10) - 谷康一：アコースティック・ギター (M-4、5、7、10) - 山木秀夫：ドラムス (M-5) - 高水健司：ベース (M-5) | - 北島健二：エレクトリック・ギター (M-5) - 富樫春生：キーボード (M-5) - 倉田信雄：キーボード (M-5) - イブ：バックヴォーカル (M-5) - 細野晴臣：エレクトリック・ベース、PROPHET -5, LINN DRUMS PROGRAMMING (M-6) - 新倉芳美：バックヴォーカル (M-8) - 山根宮子：バックヴォーカル (M-8) - 高橋香代子：バックヴォーカル (M-8) - 滝本季延：ドラムス (M-9) - 杉本和弥：ベース (M-9) - 高島政晴：エレクトリック・ギター (M-9) - 安田裕美：アコースティック・ギター (M-9) - ジェイク・コンセプション：テノール・サキソフォン (M-9) |

スタッフ
| - ディレクター：島田雄三 - ミキサー：菊池功 - アシスタント・ミキサー：草柳俊一 - フォトグラファー：渡辺達生 | - スタイリスト：高橋まりい - デザイナー：持田恭男 - プロモーター：田中良明 - セールス・プロモーター：畠山政行 | - クリエイティヴ・サーヴィス：松林天平 - マネージャー：茅根浩康（研音）、名幸房則（研音）、柳沢秀昭（研音）、森山みどり（研音） - 原盤ディレクター：北村篤識（日本テレビ音楽） - Special thanks to Le Chateau d'Herouville |

## リリース履歴
| 発売日         | レーベル                                   | 規格                       | 品番          | 備考                                                 |
| -------------- | ------------------------------------------ | -------------------------- | ------------- | ---------------------------------------------------- |
| 1983年8月10日  | リプリーズ・レコード/ ワーナー・パイオニア | LP                         | L-12580       |                                                      |
| 1983年8月10日  | リプリーズ・レコード/ ワーナー・パイオニア | CT                         | LKF-8080      |                                                      |
| 1983年9月28日  | リプリーズ・レコード/ ワーナー・パイオニア | CD                         | 35XL-15       |                                                      |
| 1983年11月30日 | リプリーズ・レコード/ ワーナー・パイオニア | SD                         | SDM-15010     | スーパーディスク仕様                                 |
| 1985年7月10日  | リプリーズ・レコード/ ワーナー・パイオニア | CD                         | 32XL-95       | 廉価盤、色分けビニール帯                             |
| 1991年6月17日  | リプリーズ・レコード/ ワーナー・パイオニア | CD                         | WPCL-413      | 廉価盤、紙帯                                         |
| 1996年4月25日  | リプリーズ・レコード/ ワーナー・パイオニア | CD                         | WPC6-8185     | 音泉1500シリーズ、Q盤                                |
| 2006年6月21日  | リプリーズ・レコード/ ワーナー・パイオニア | CD、デジタル・ダウンロード | WPCL-10279    | 紙ジャケット仕様完全生産限定盤                       |
| 2006年7月5日   | リプリーズ・レコード/ ワーナー・パイオニア | デジタル・ダウンロード     | N/A           | [ 22 ]                                               |
| 2012年8月22日  | リプリーズ・レコード/ ワーナー・パイオニア | SACD/CDハイブリッド        | WPCL-11137    | 紙ジャケット仕様完全生産限定盤                       |
| 2014年1月29日  | リプリーズ・レコード/ ワーナー・パイオニア | CD                         | WPCL-11725    | 廉価盤、赤帯                                         |
| 2018年5月2日   | リプリーズ・レコード/ ワーナー・パイオニア | LP                         | WPJL-10086    | 高音質180g重量盤                                     |
| 2022年9月21日  | リプリーズ・レコード/ ワーナー・パイオニア | 2CD                        | WPCL-13416～7 | オリジナル・カラオケ付、2022ラッカーマスターサウンド |
| 2022年9月21日  | リプリーズ・レコード/ ワーナー・パイオニア | 2CD+BD                     | WPZL-32020～2 | 「NEW AKINA エトランゼ 中森明菜 in ヨーロッパ」付    |

## 参照
1. 1 2  “iTunes - ミュージック - 中森明菜「New Akina - ETRANSE (24bit Digital Remastering)」”.  Apple. 2012年11月24日閲覧。
2. 1 2 3 4 5 6  『ALBUM CHART-BOOK COMPLETE EDITION 1970 〜 2005』オリコン・マーケティング・プロモーション、2006年4月25日、3、455-457、881頁頁。ISBN 4871310779。
3. 1 2  オリコンランキング情報サービス「you大樹」
4. 1 2  “第25回日本レコード大賞”.  日本作曲家協会. 2011年7月19日時点のオリジナルよりアーカイブ。2011年3月5日閲覧。
5. ↑  “中森明菜オフィシャルサイト » Album”.   Nakamoriakina.com. 2012年3月3日閲覧。
6. 1 2 3  “中森明菜 「NEW AKINA エトランゼ AKINA NAKAMORI 4TH ALBUM」|Warner Music Japan”.  ワーナーミュージック・ジャパン. 2012年3月4日閲覧。
7. 1 2 3 4 5  『NEW AKINA エトランゼ』（LP）中森明菜、ワーナー・パイオニア、1983年8月10日。L-12580。
8. 1 2  『ファンタジー〈幻想曲〉』（LP）中森明菜、ワーナー・パイオニア、1983年3月23日。L-12570。
9. 1 2  『バリエーション〈変奏曲〉』（LP）中森明菜、ワーナー・パイオニア、1982年10月27日。L-12550。
10. 1 2  『プロローグ〈序幕〉』（LP）中森明菜、ワーナー・パイオニア、1982年7月1日。L-12531。
11. 1 2  澤田英繁 (2012年6月18日). “中森明菜 SACDボックスセット発売決定”.   週刊シネママガジン. 2013年7月19日閲覧。
12. ↑  馬飼野元宏『Hotwax presents 歌謡曲 名曲名盤ガイド 1980's』シンコーミュージック・エンタテイメント、2006年7月20日、220-222頁。ISBN 440175106X。
13. 1 2  “中森明菜 / NEW AKINA エトランゼ [紙ジャケット仕様] [限定] [CD] [アルバム] - CDJournal.com”.   音楽出版社. 2012年3月4日閲覧。
14. ↑  (1983年) 中森明菜『RAINBOW SHOWER』のツアー・パンフレット. 研音 (MILKY HOUSE)
15. ↑  『NEW AKINA エトランゼ 中森明菜 in ヨーロッパ』（VHS）中森明菜、ワーナー・パイオニア、1983年10月12日。10PV-10。
16. 1 2  『AKINA』（4×12cmCD）中森明菜、ワーナーミュージック・ジャパン、1993年11月10日。WPCL-770〜3。
17. ↑  “瑠璃色ゼネレーション - ドラマ詳細データ - ◇テレビドラマデータベース◇”.  テレビドラマデータベース. 2012年3月4日閲覧。
18. 1 2  “中森明菜 / NEW AKINA エトランゼ AKINA NAKAMORI 4TH ALBUM [SA-CDハイブリッドCD] [紙ジャケット仕様] [限定] [CD] [アルバム] - CDJournal.com”.   音楽出版社. 2013年7月19日閲覧。
19. ↑  “New AKINA エトランゼ：中古CD：中森明菜：ブックオフオンライン”.  ブックオフオンライン. 2012年9月25日閲覧。
20. ↑  “NEW AKINA エトランゼ - 中森明菜 - Yahoo!ミュージック”.  Yahoo! JAPAN. 2012年8月9日時点のオリジナルよりアーカイブ。2012年3月24日閲覧。
21. ↑  “中森明菜 / エトランゼ [再発] [CD] [アルバム] - CDJournal.com”.   音楽出版社. 2012年3月24日閲覧。
22. ↑  “音楽ダウンロード・音楽配信サイト　mora 〜“WALKMAN”公式ミュージックストア〜”.  レーベルゲート. 2012年11月24日閲覧。